# Avaré
Avaré est une ville brésilienne de l'État de São Paulo. Elle est à 270 km de la capitale de l'état, São Paulo. La population est de 91,232 (2020) dans une zone de 1 213,64 km2 à une altitude moyenne de 766m. Sa densité est de 72,86 hab/km² (2015).

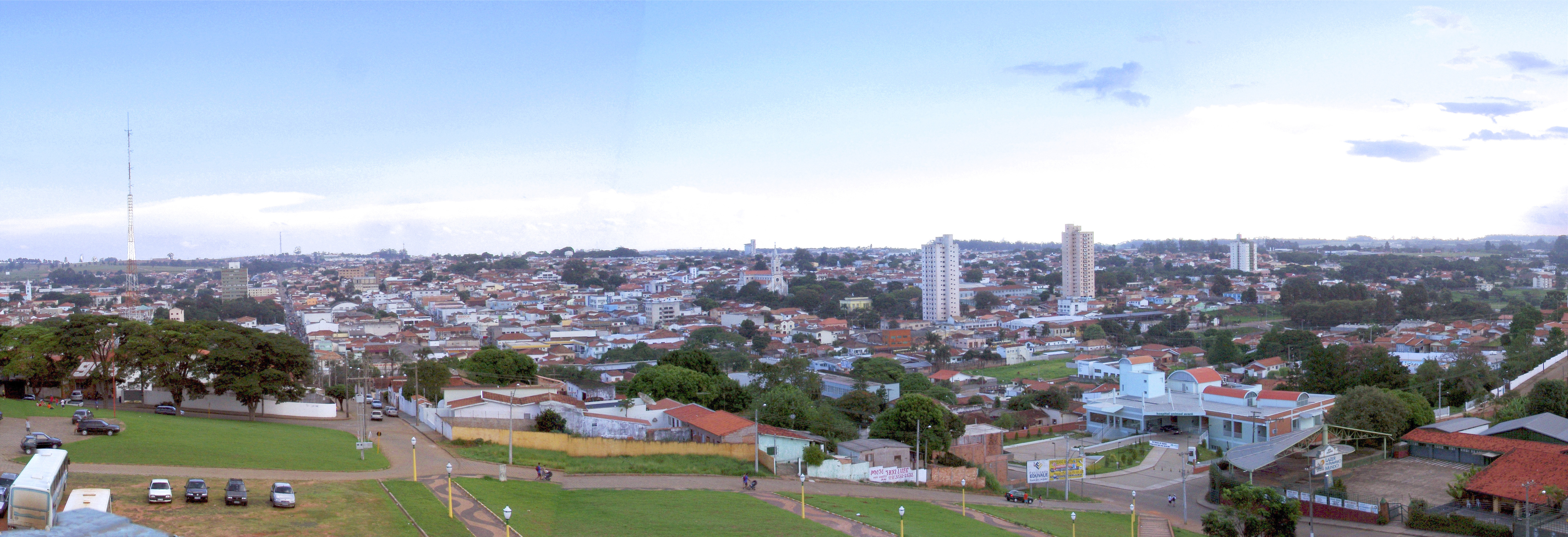
Vue de la ville.

Elle fut fondée le 15 septembre 1861 par le maire Vitoriano de Souza Rocha et Domiciano Santana. Son économie est basée sur l'agriculture, l'élevage et le tourisme.

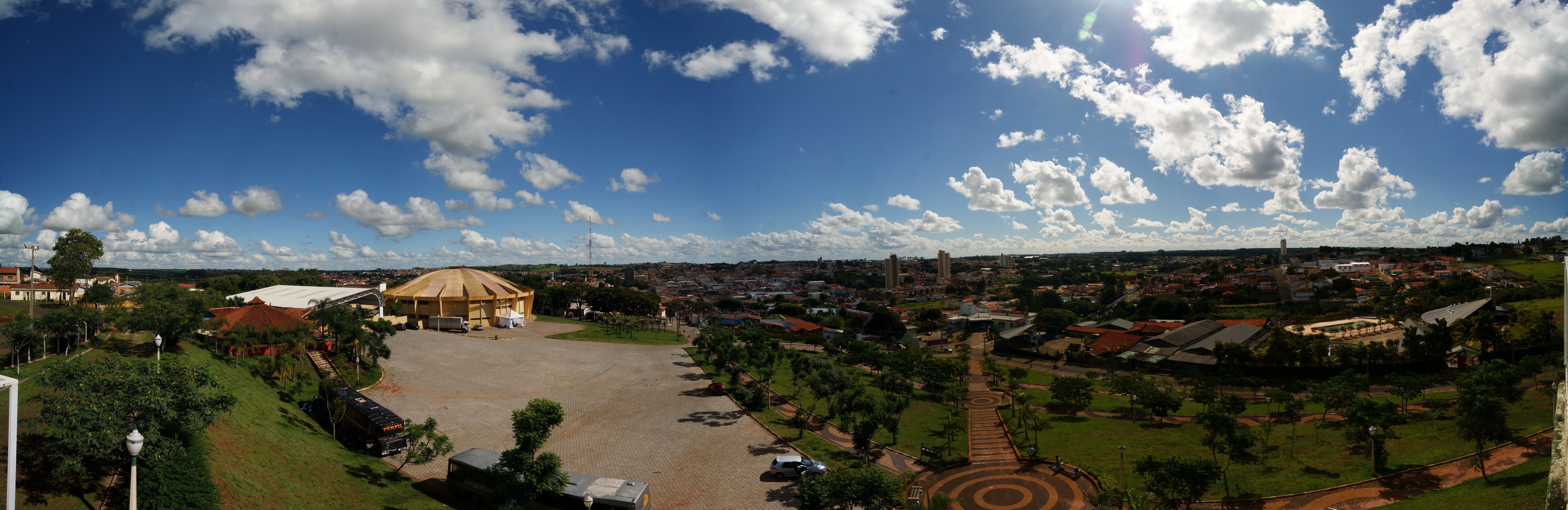
Vue de la ville.

## Démographie
| Évolution de la population (municipalité) | Évolution de la population (municipalité) | Évolution de la population (municipalité) | Évolution de la population (municipalité) |
| Année                                     | Population                                |                                           | %±                                        |
| ----------------------------------------- | ----------------------------------------- | ----------------------------------------- | ----------------------------------------- |
| 1920                                      | 23 221                                    |                                           |                                           |
| 1940                                      | 28 628                                    |                                           | 23,3%                                     |
| 1950                                      | 27 478                                    |                                           | −4,0%                                     |
| 1960                                      | 36 689                                    |                                           | 33,5%                                     |
| 1970                                      | 37 854                                    |                                           | 3,2%                                      |
| 1980                                      | 46 921                                    |                                           | 24,0%                                     |
| 1991                                      | 61 101                                    |                                           | 30,2%                                     |
| 2000                                      | 76 472                                    |                                           | 25,2%                                     |
| 2010                                      | 82 934                                    |                                           | 8,5%                                      |
| 2022                                      | 92 805                                    |                                           | 11,9%                                     |
| ,                                         |                                           |                                           |                                           |

## Géographie

### Municipalités limitrophes

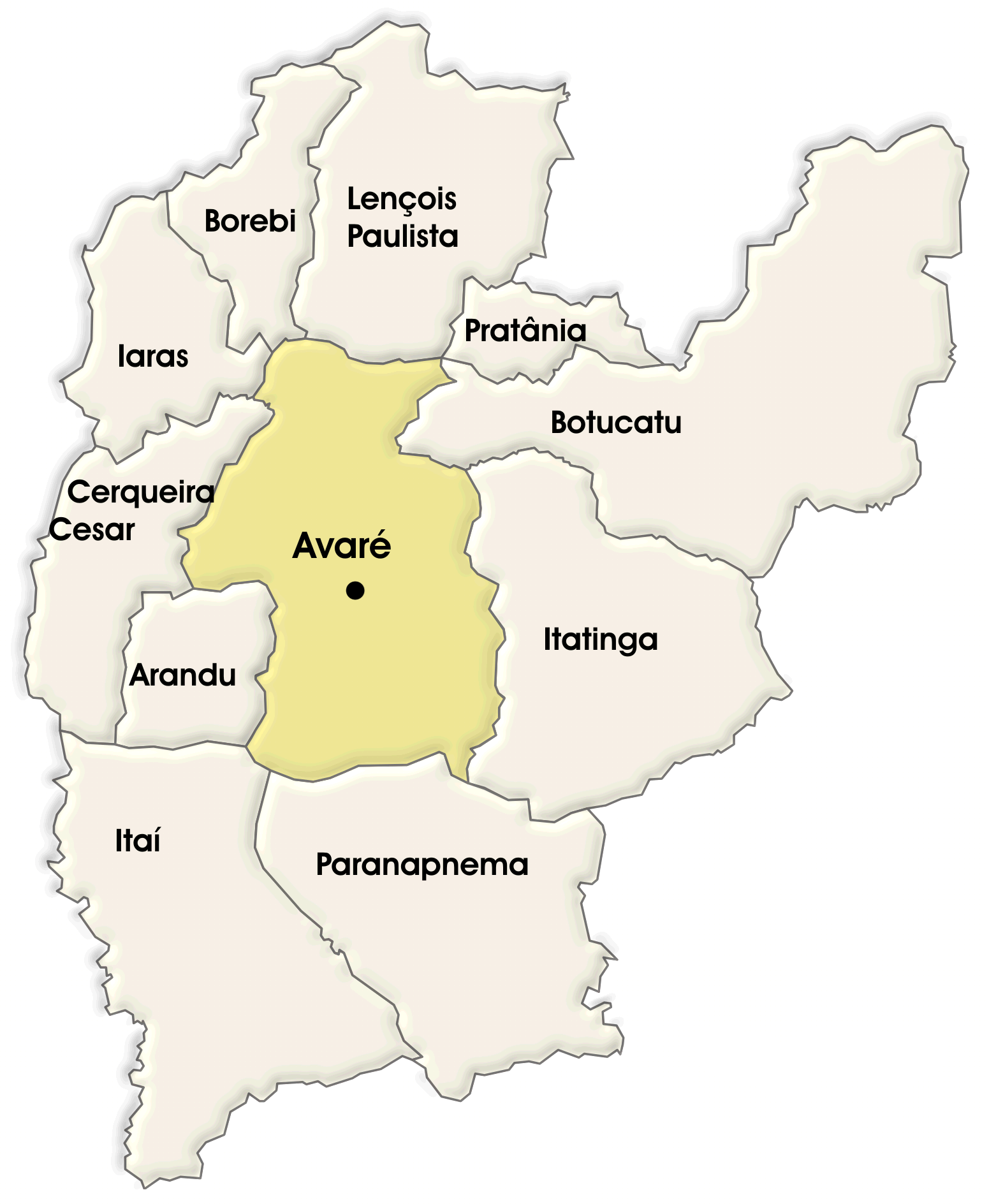
Villes voisines

- Nord: Borebi, Lençóis Paulista, Iaras e Pratânia
- Sud: Itaí e Paranapanema
- Est: Botucatu e Itatinga
- Ouest: Cerqueira César e Arandu

## Photographies

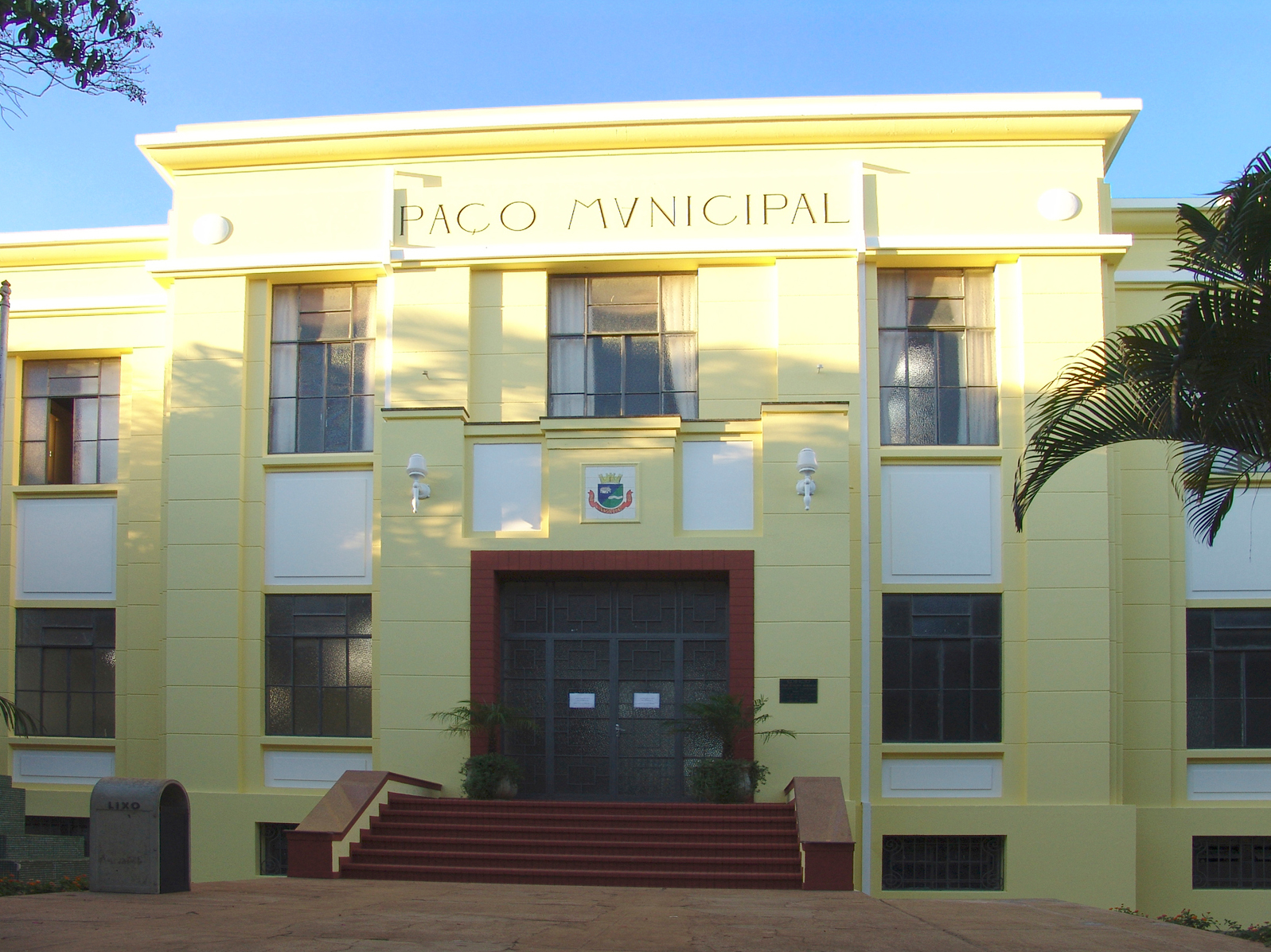
Mairie
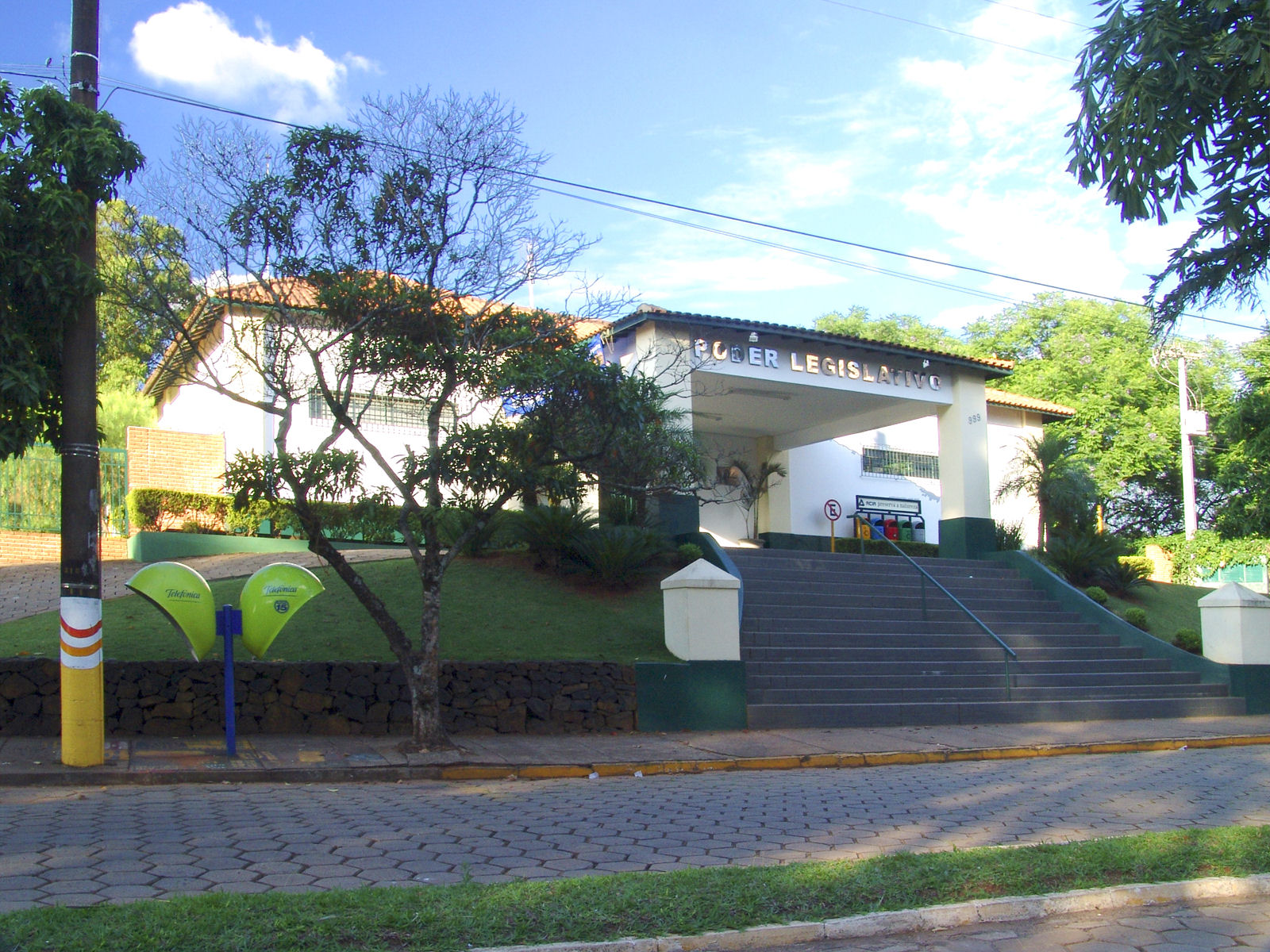
Câmara Municipal
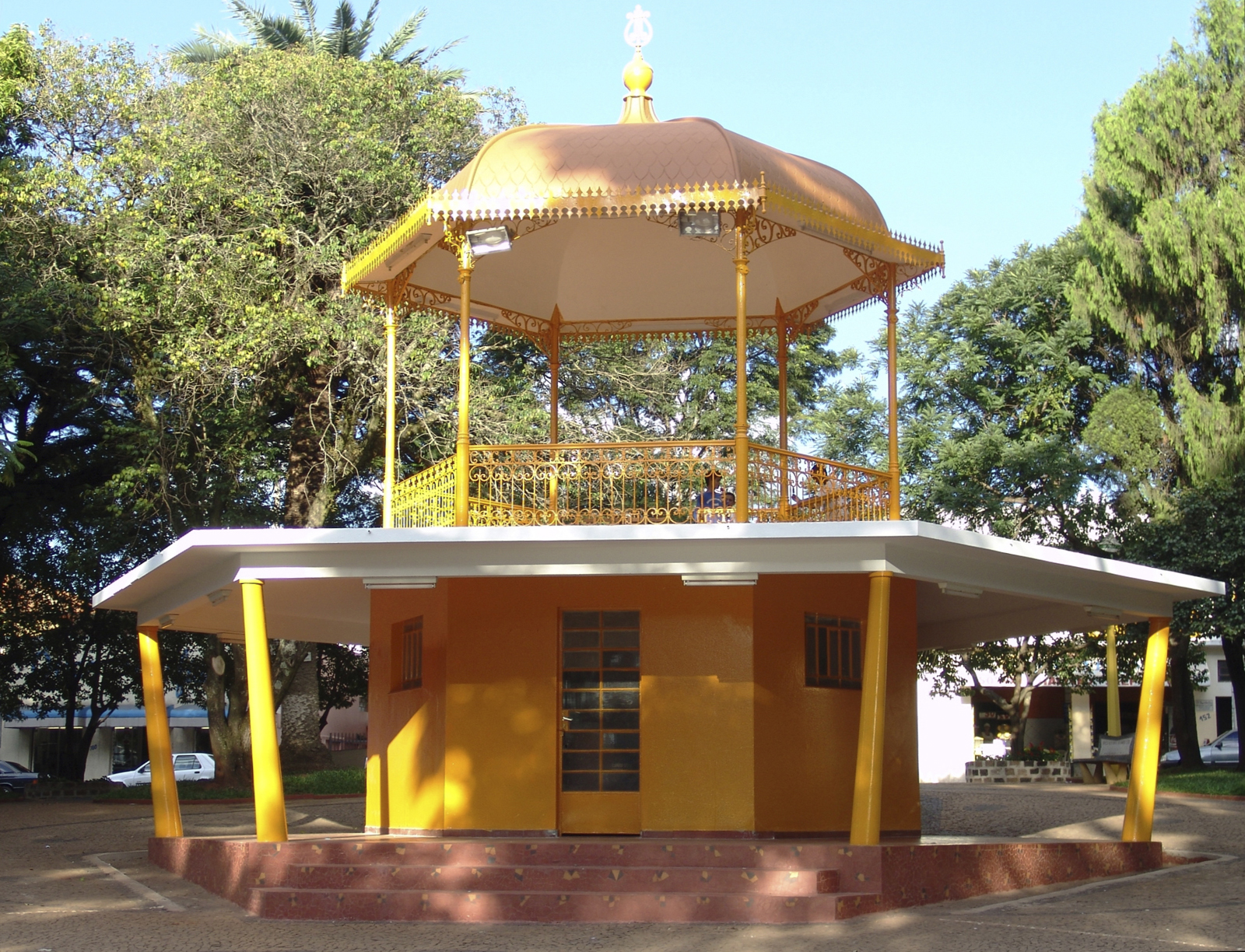
Kiosque sur la place São João
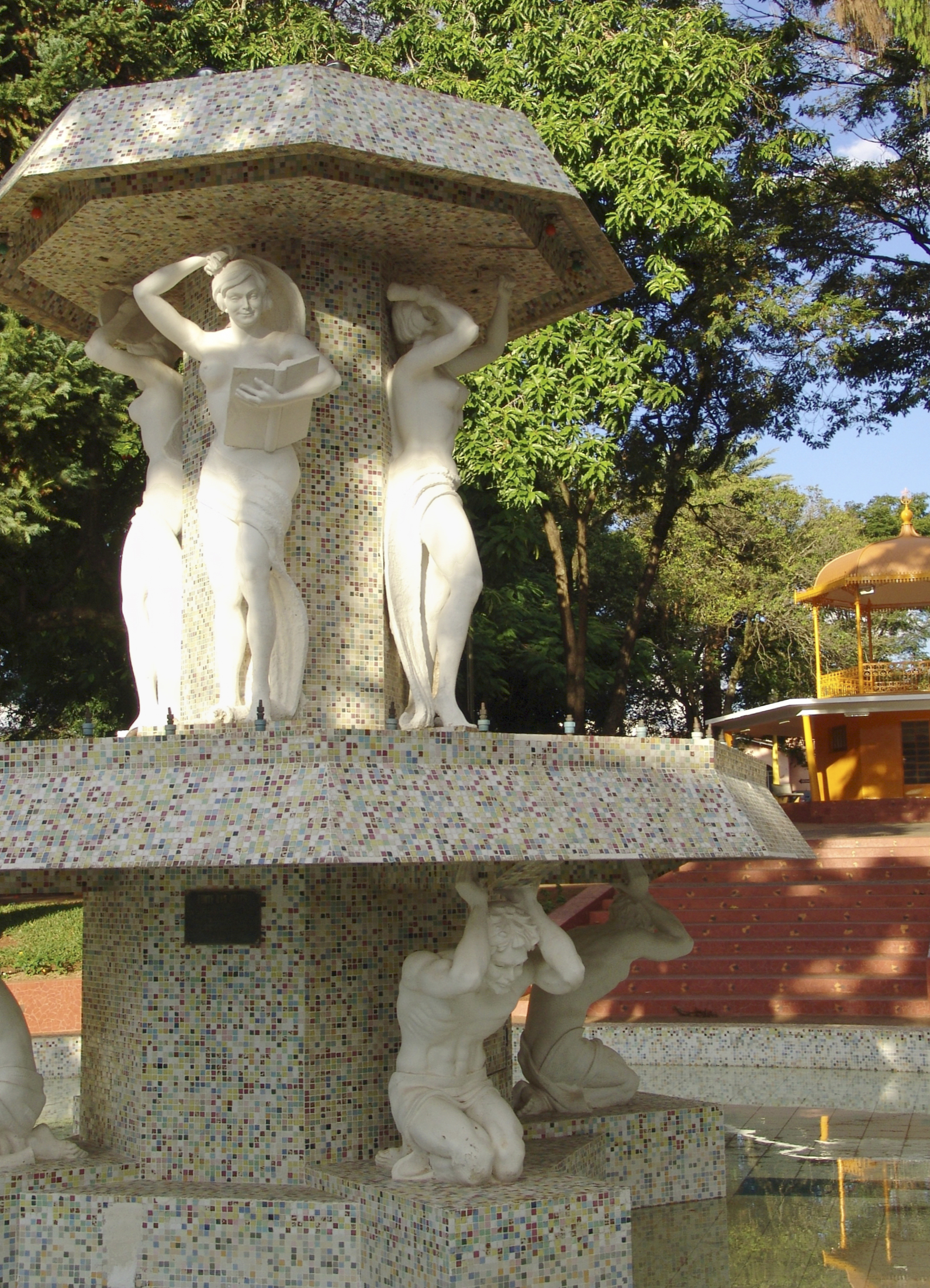
Fontaine lumineuse à Largo São João
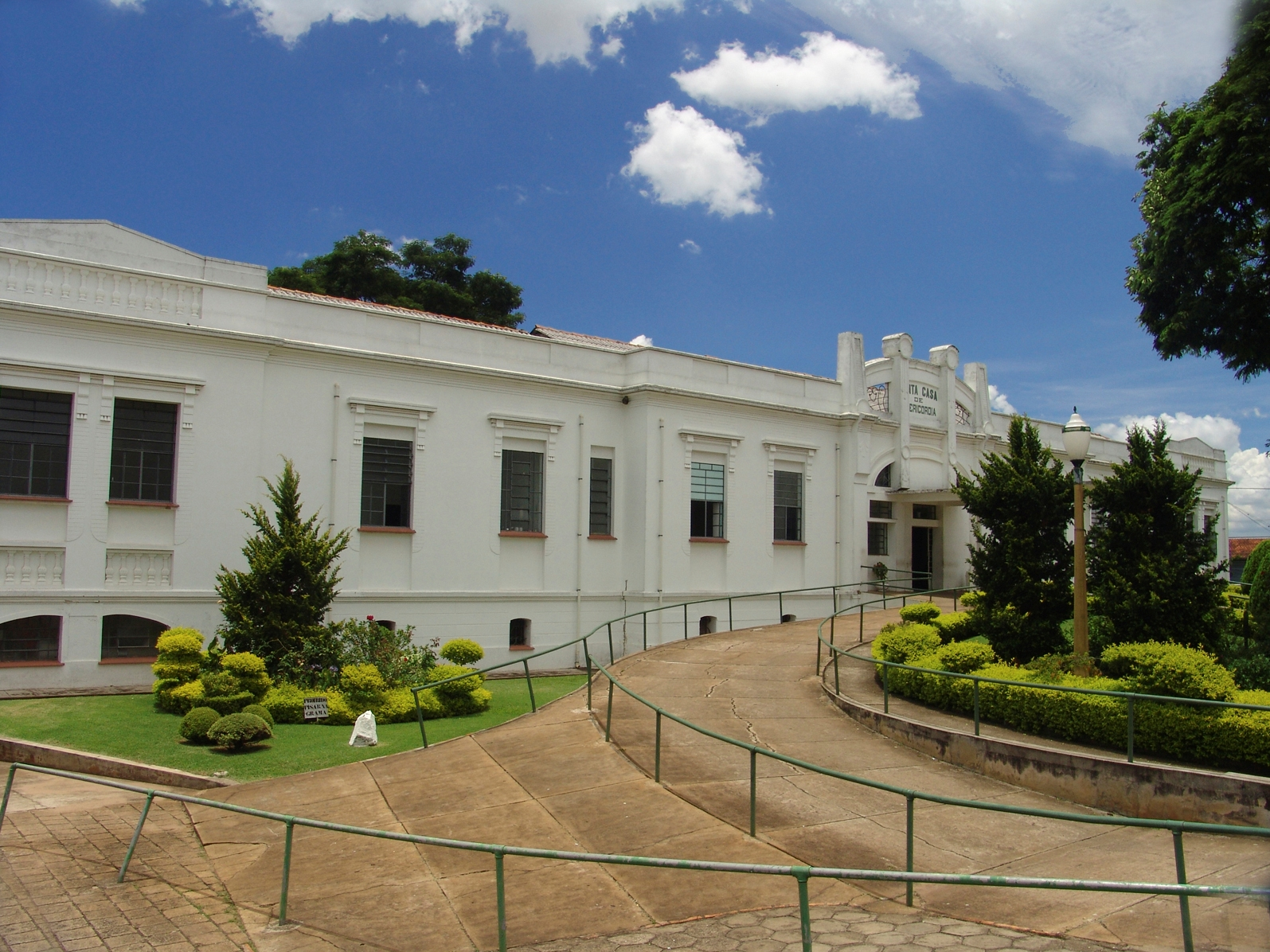
Hôpital
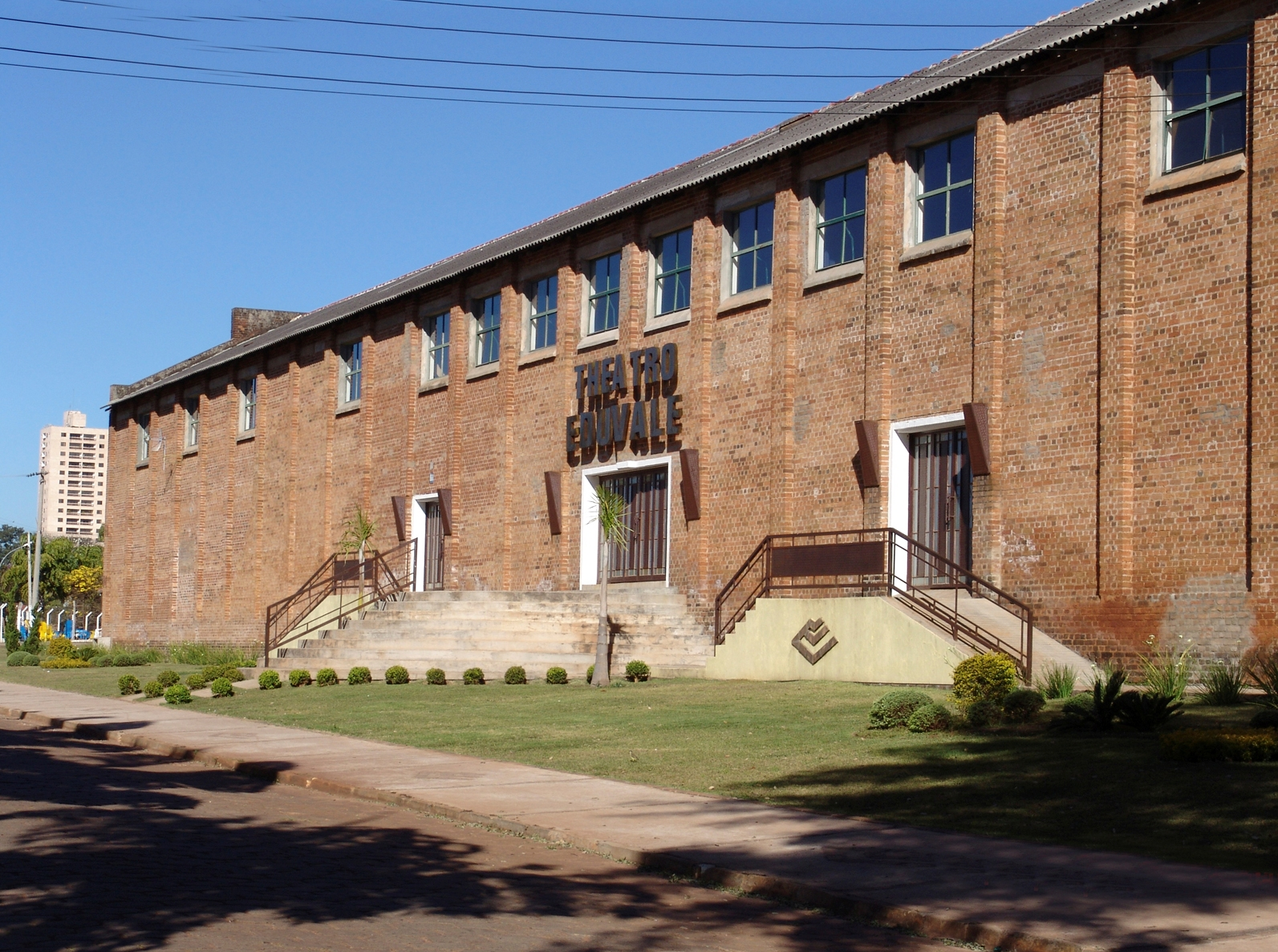
Théâtre de l'Université Eduvale
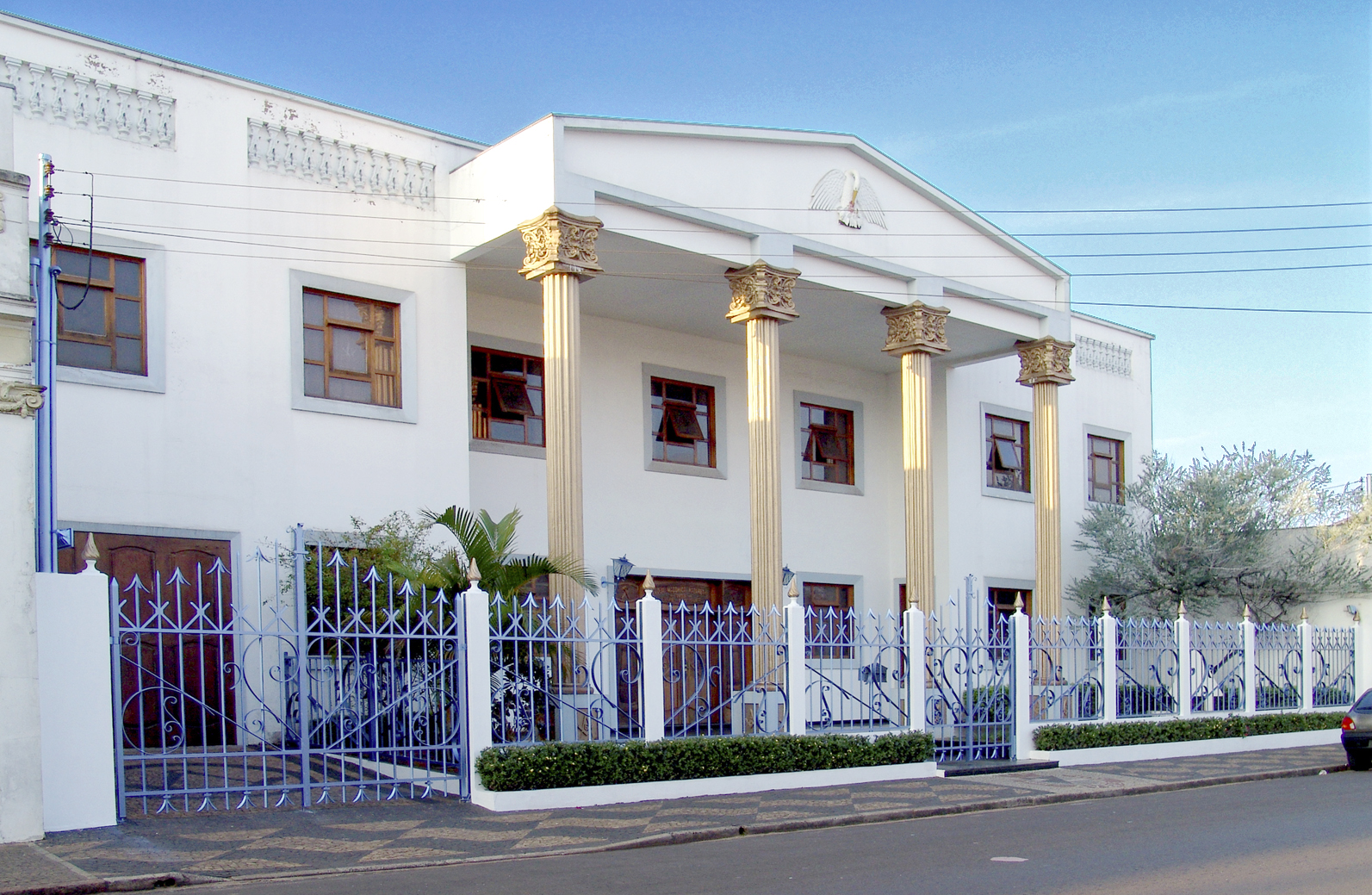
Loge maçonnique Nazareth
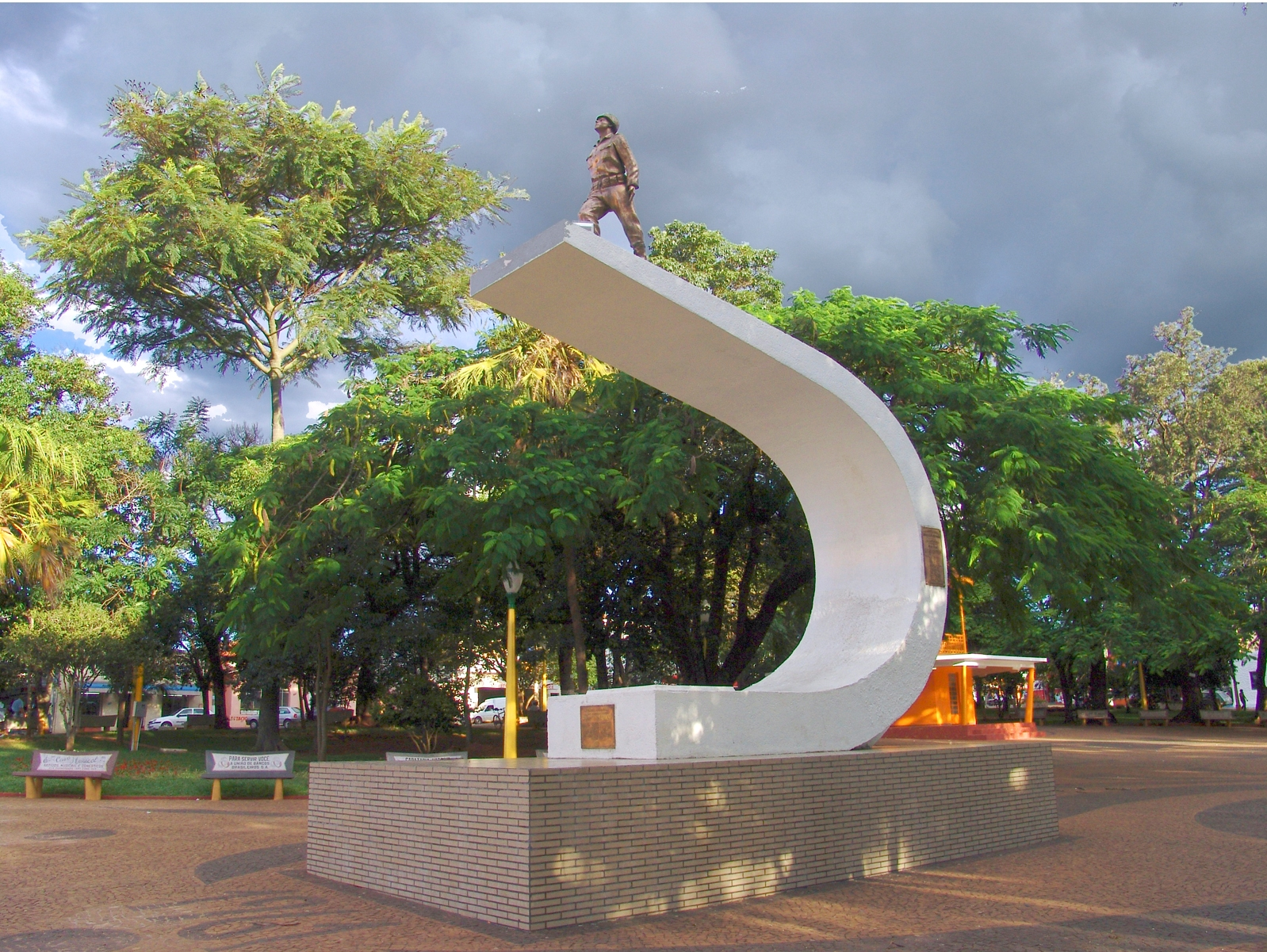
Monument aux soldats de la seconde guerre mondiale
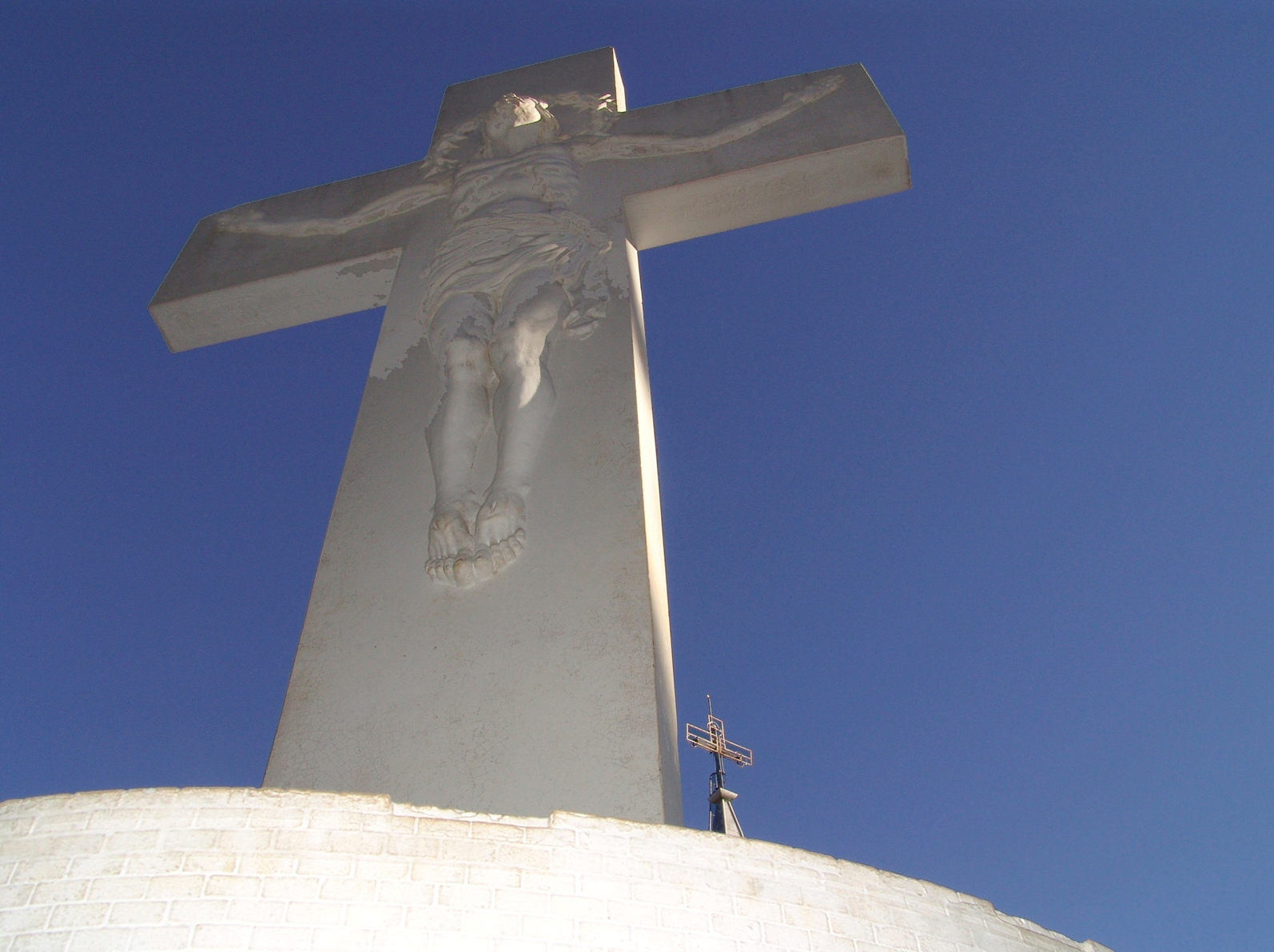
Statue à Largo Santa Cruz
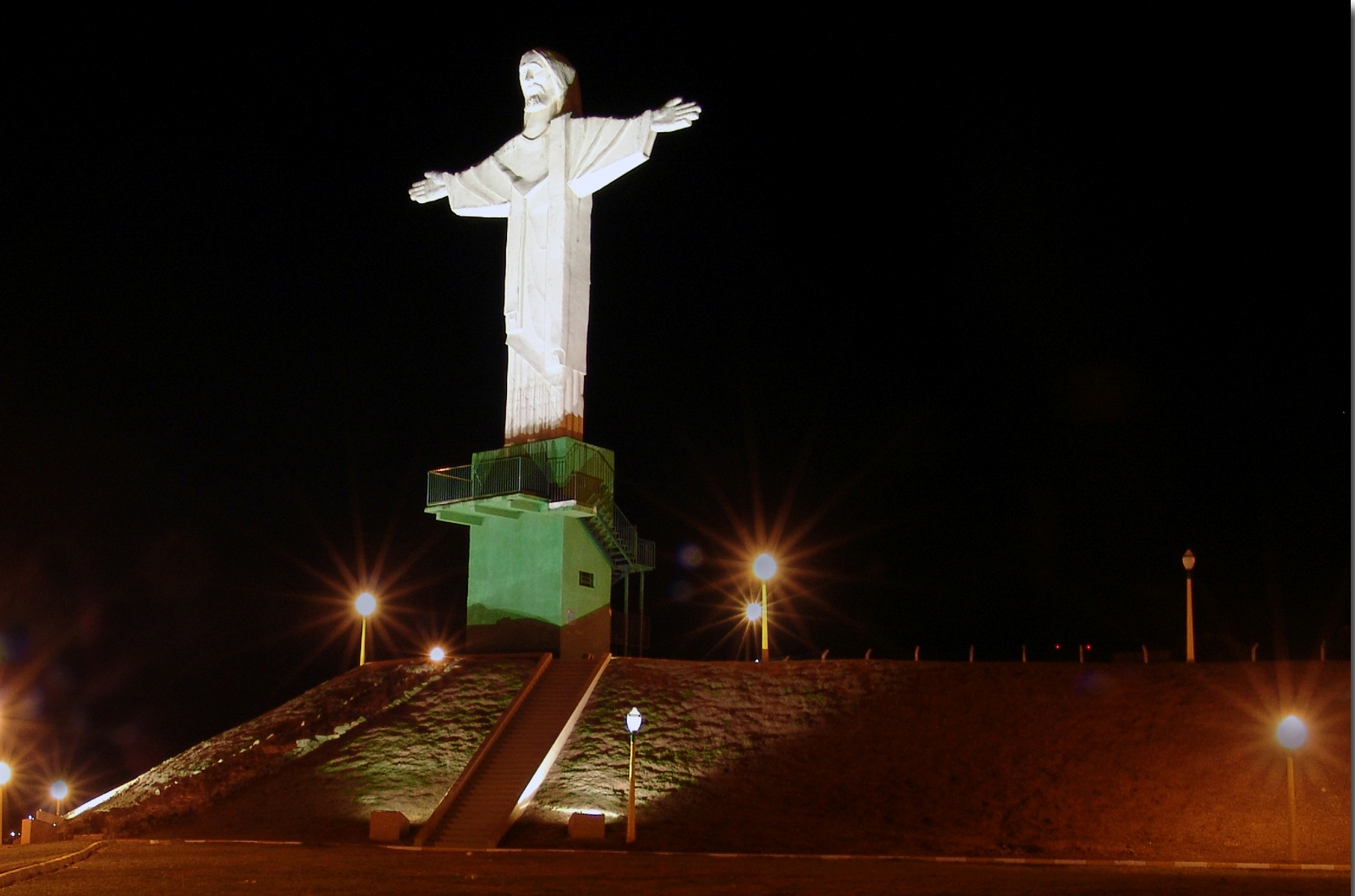
Statue de nuit
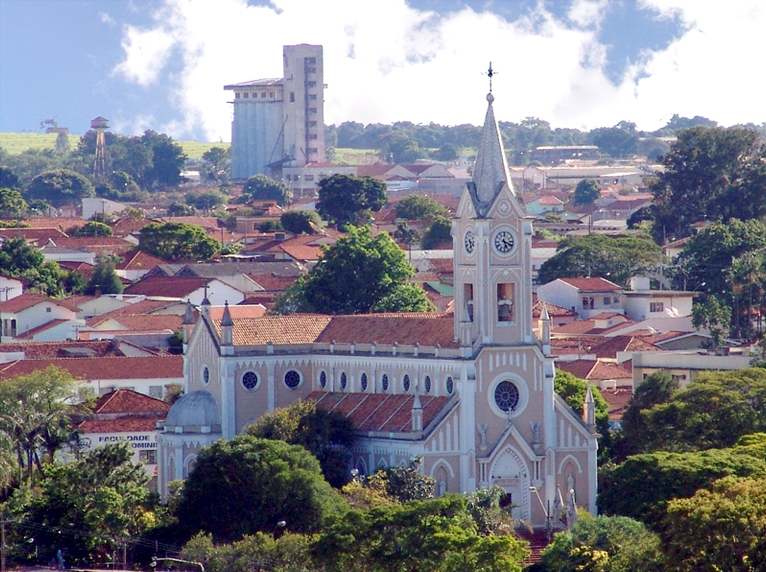
Sanctuaire de notre-dame des douleurs d'Avaré
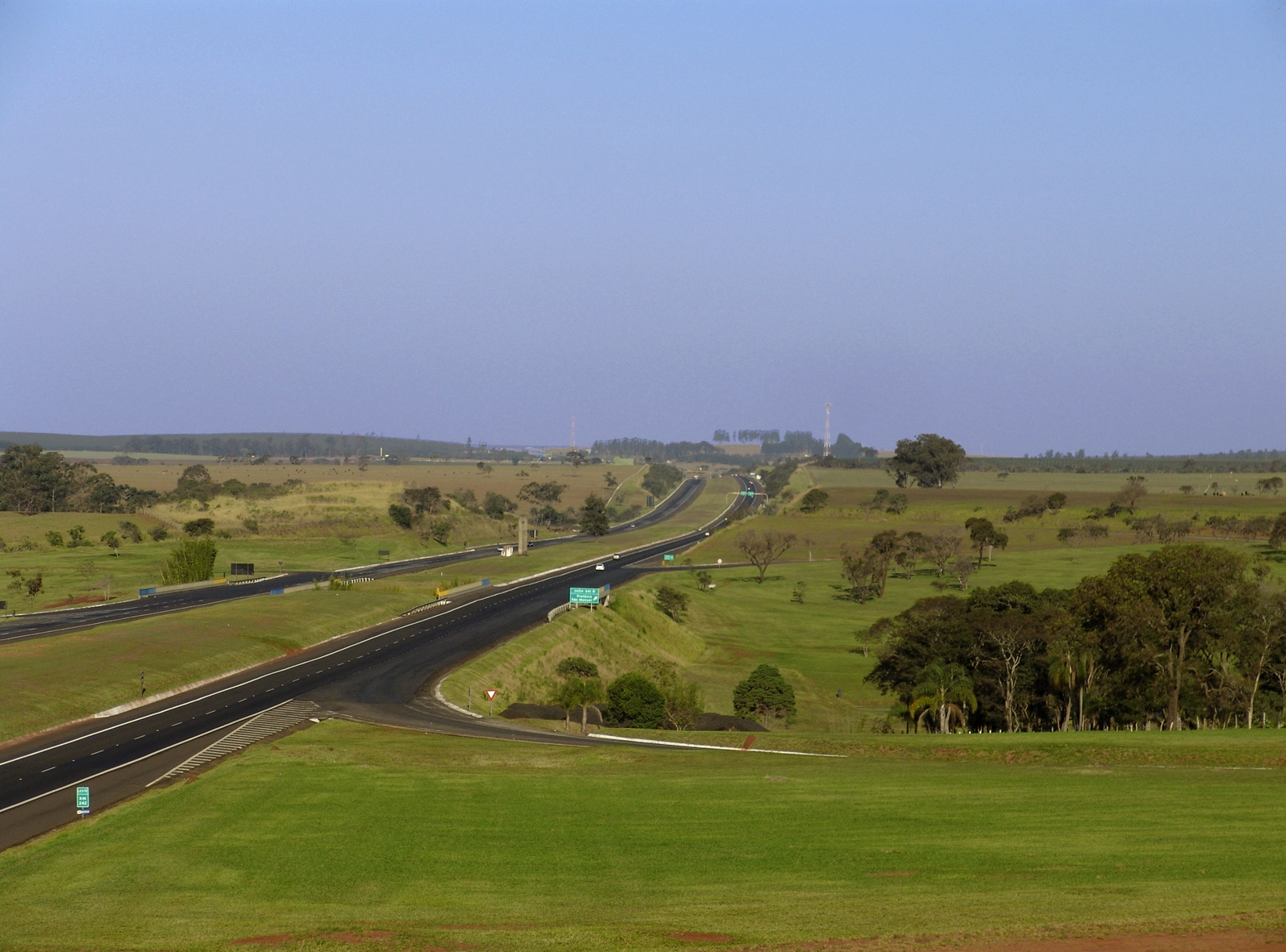
Échangeur Cloverleaf sur l'autoroute Castelo Branco
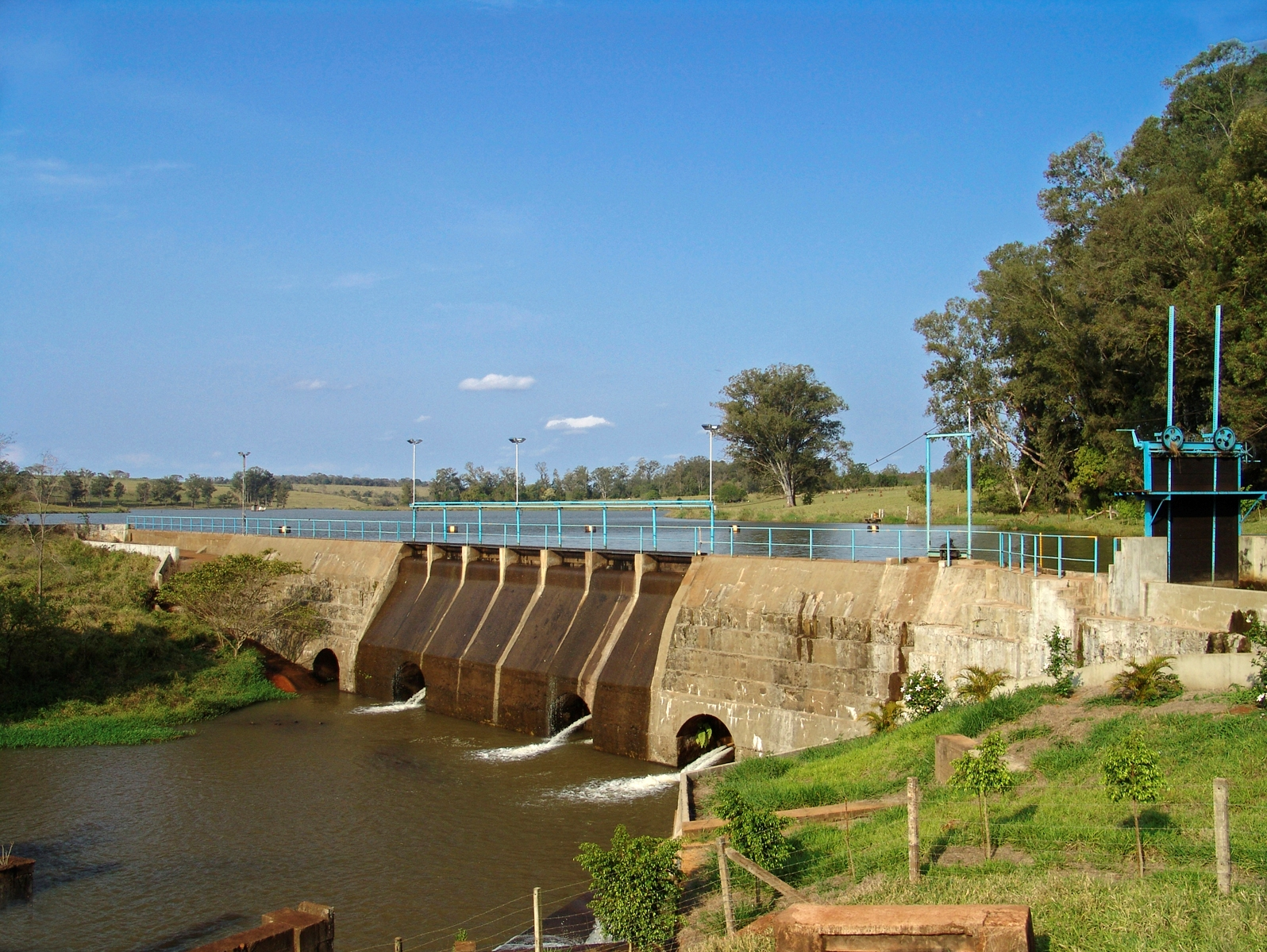
Centrale hydroélectrique de Rio Novo
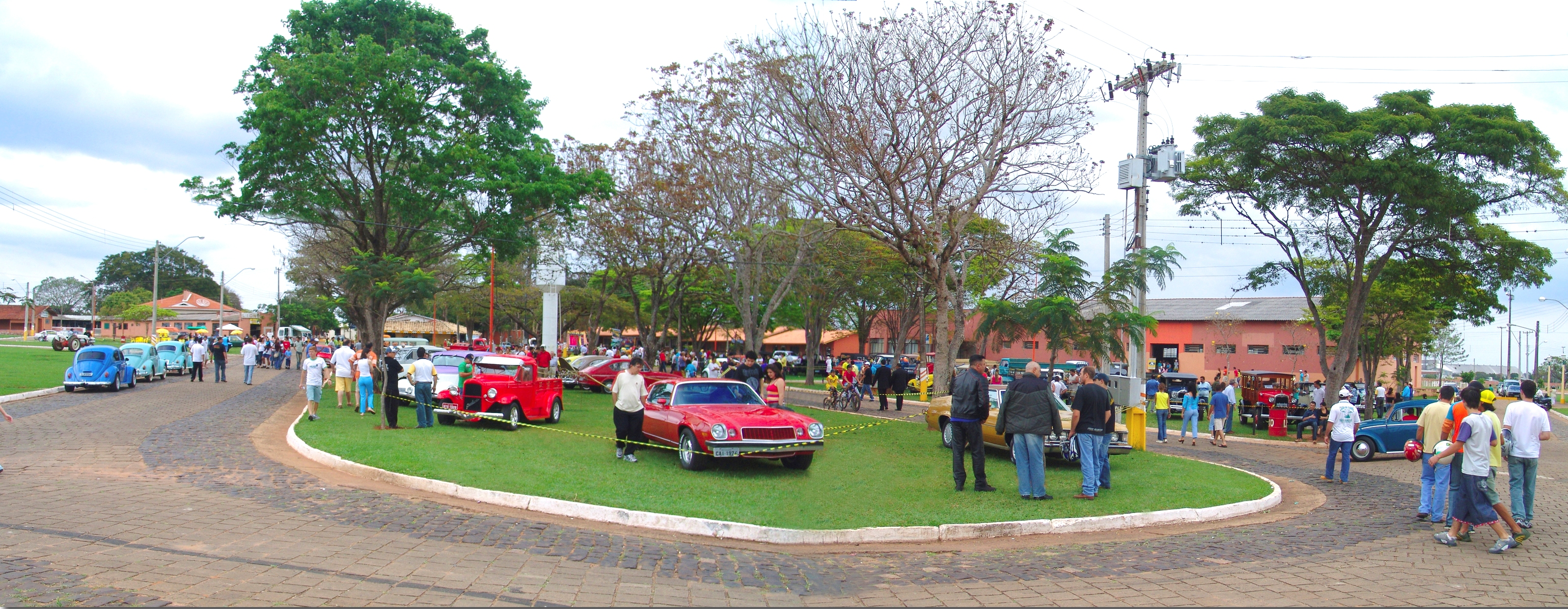
Exposition de véhicules anciens